# Untere Schwarzbachalm
Die Untere Schwarzbachalm ist eine Alm auf dem Gebiet der Gemeinde Schneizlreuth am Oberlauf des Schwarzbaches. Sie bildet mit der Oberen Schwarzbachalm die Schwarzbachalmen, die gesamte Bergweide wird Schwarzbachalm genannt.
Die zwei Kaser der Unteren Schwarzbachalm stehen unter Denkmalschutz und sind unter der Nummer D-1-72-131-47 in die Bayerische Denkmalliste eingetragen.

## Baubeschreibung
Der Mösl-Wastl-Kaser ist ein Doppelkaser, der als eingeschossiger, überkämmter Blockbau mit Flachsatteldach mit einseitiger Legschindeldeckung und Natursteinsockel ausgeführt ist. Die Firstpfette ist bezeichnet mit dem Jahr 1895.
Beim Egglerkaser handelt es sich um einen eingeschossigen, überkämmten Blockbau mit Flachsatteldach und Natursteinsockel aus dem 19. Jahrhundert.

## Heutige Nutzung
Die Schwarzbachalmen werden während der Sommermonate noch landwirtschaftlich genutzt und sind bewirtet.

## Lage
Die Schwarzbachalmen befinden sich leicht nordwestlich unterhalb der Schwarzbachwacht, die Unteren Schwarzbachalmen auf der nordwestlichen Seite des Schwarzbaches.